# ژوزفین جانسون
ژوزفین وینسلو جانسون (به انگلیسی: Josephine Winslow Johnson) رمان‌نویس، مقاله‌نویس و شاعر آمریکایی و برنده جایزه پولیتزر برای داستان در سال ۱۹۳۵